# Willa Łucki w Kolbuszowej

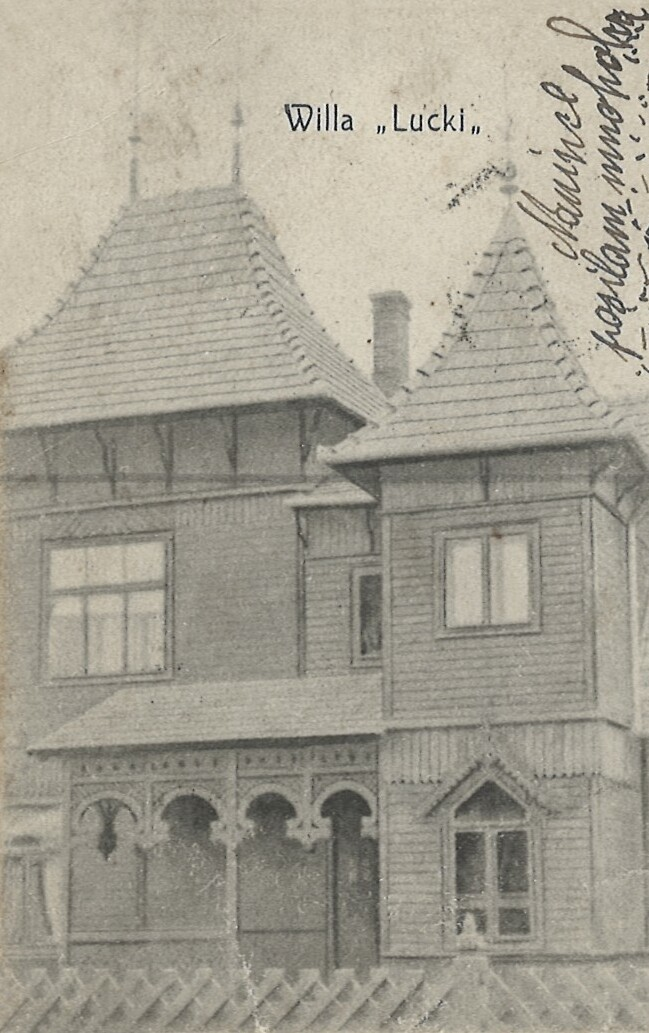
Willa przed 1905 rokiem

Willa Łucki (równ. Willa dr Łuckiego) – zabytkowy budynek znajdujący się w Kolbuszowej w województwie podkarpackim, wpisany do ewidencji zabytków gminy Kolbuszowa. 

## Historia
Willę dla dr Michała Łuckiego zaprojektował w listopadzie 1901 roku Jan Sas-Zubrzycki. Budynek powstał w 1904 roku.

## Architektura
Budynek drewniany, konstrukcji zrębowej, w stylu zakopiańskim. Zbudowany na nieregularnym planie opartym na prostokącie. Bryła rozczłonkowana, o dwóch wieżach różnej wysokości, gankiem i podcieniami wejściowymi. Korpus nakryto dachem naczółkowym, zaś wieże stromymi, neogotyckimi poszyciami.